# Fuxan os Ventos
- galicien - Fuxan os Ventos

Fuxan os Ventos, habituellement connu comme Fuxan, est un groupe de musique galicienne formé en 1972 à Lugo, au sein du Collège Moindre du Santísimo Sacrement. 
Le groupe a participé, avec le nom de Folk 72 dans l’III Festival Musical de San Lucas, de Mondoñedo, où il a obtenu le premier prix avec le thème "Fuxan os Ventos" (Fuyez les vents). Depuis ce moment, ils ont adopté ce nom pour le groupe.
Leurs premiers albums sont publiés chez Philips.
Plusieurs membres du groupe ont fondé le groupe A Quenlla.

## Membres
- Antón Castro : zanfona, mandolina, voix.
- Xosé Vázquez : percussion traditionnelle et voix.
- Pedro Lucas : gaita, flûtes et voix.
- Xoan L. Forts Saavedra : bouzuki, guitare, violon et voix.
- Carmen Vázquez : voix.
- Tereixa Novo : Voix.
- Maruxa Fociños : Voix.
- Alfonso Fernández : voix.
- Moncho Díaz : voix, guitare, flautas.

## Discographie
- 1976 : Fuxan os ventos, Philips Records
- 1977 : Ou tequeletequele, Philips Records
- 1978 : Galicia canta ó neno, Philips Records
- 1978 : Sementeira, Philips Records
- 1980 : Chegaremos, Philips Records
- 1981 : Quen a soubera cantar
- 1984 : Noutrora, Fonomusic
- 1999 : Sempre e máis despois
- 2002 : Na memoria dos tempos
- 2009 : Terra De soños